# Dictyoloma
Dictyoloma é um género botânico pertencente à família Rutaceae.

## Espécies
- Dictyoloma peruvianum
- Dictyoloma vandellianum (tingui preto[2])